# Libníč

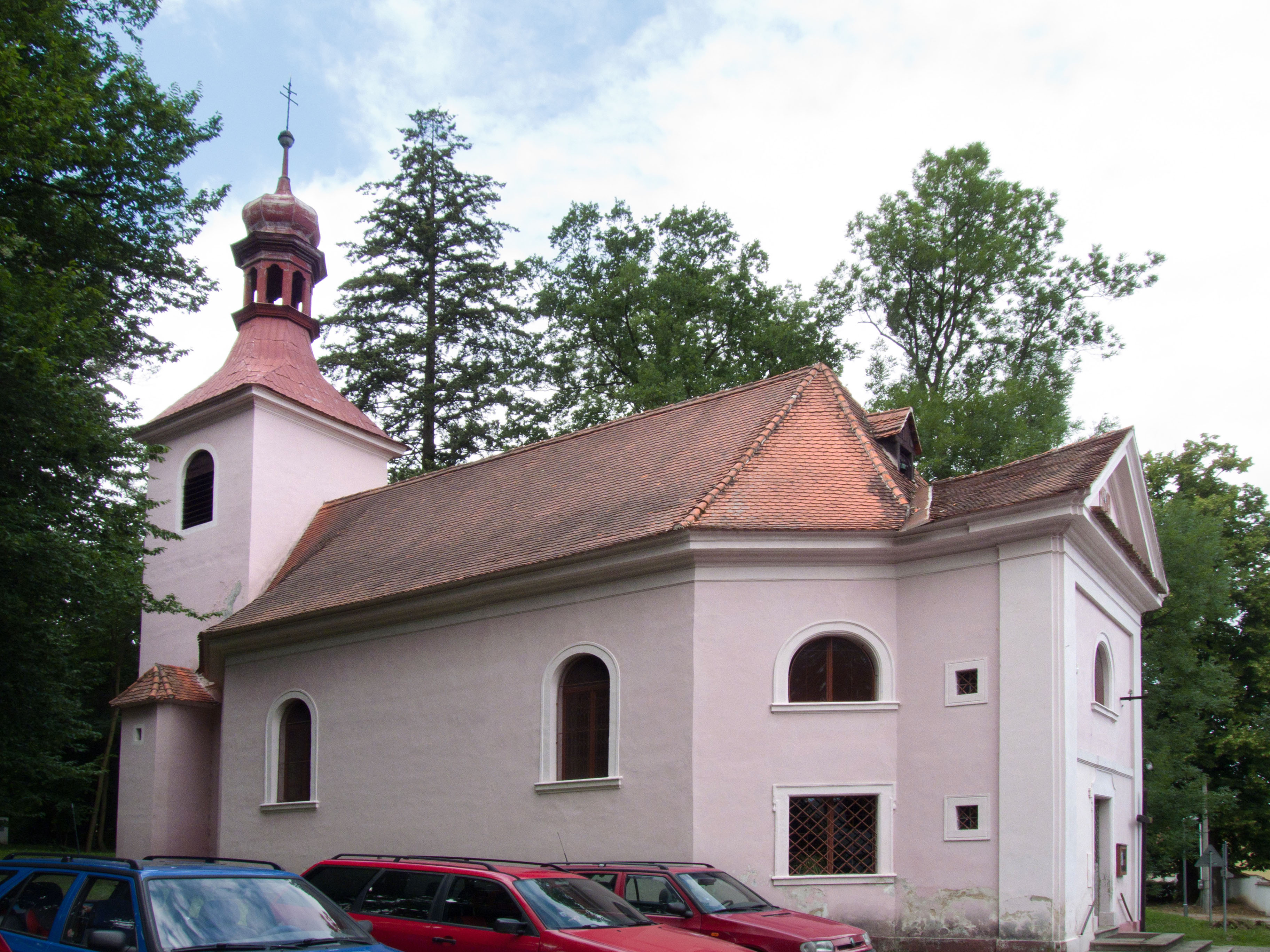
Dreifaltigkeitskirche

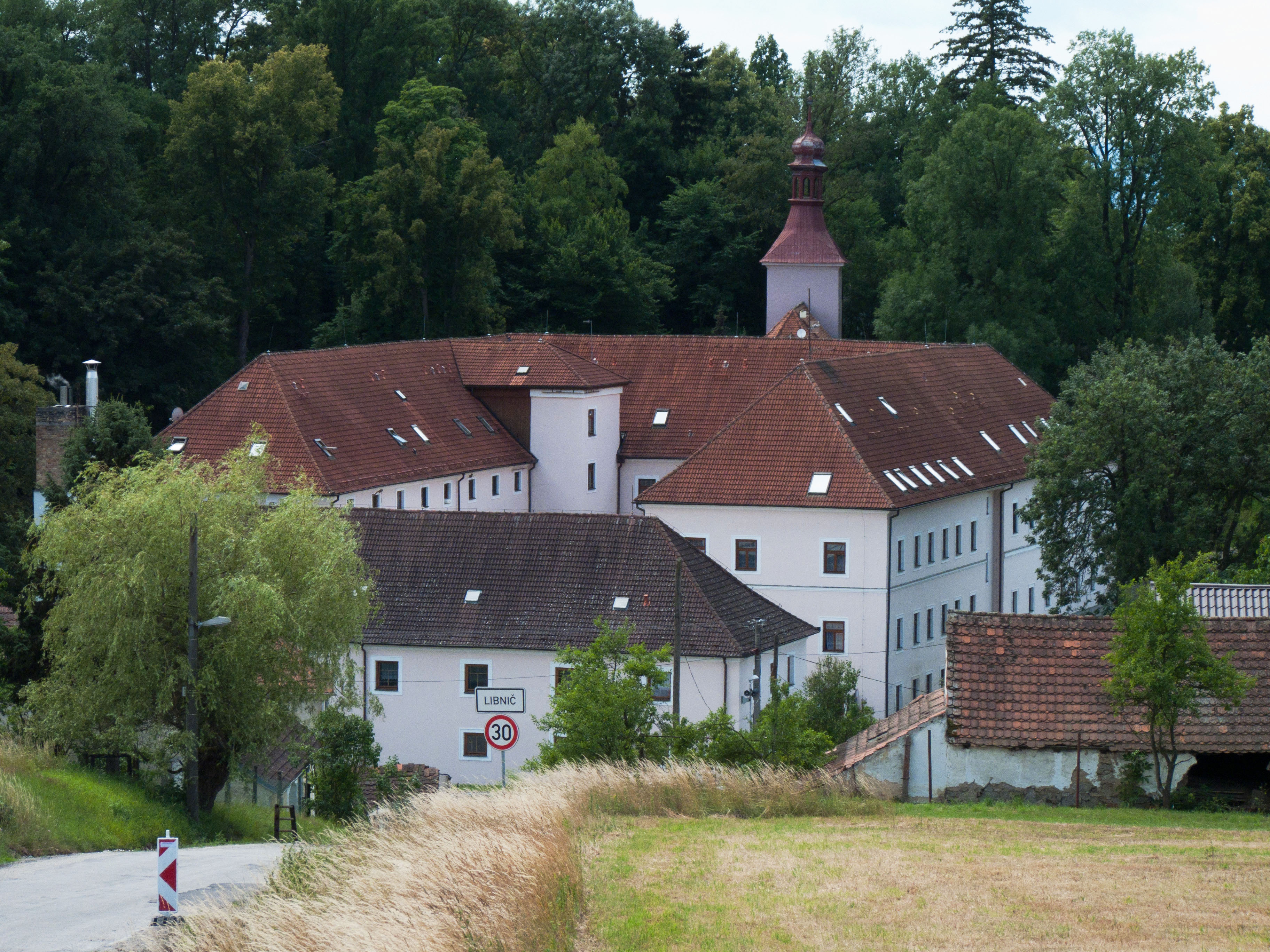
Ehemaliges Kurbad, im Hintergrund der Kirchturm

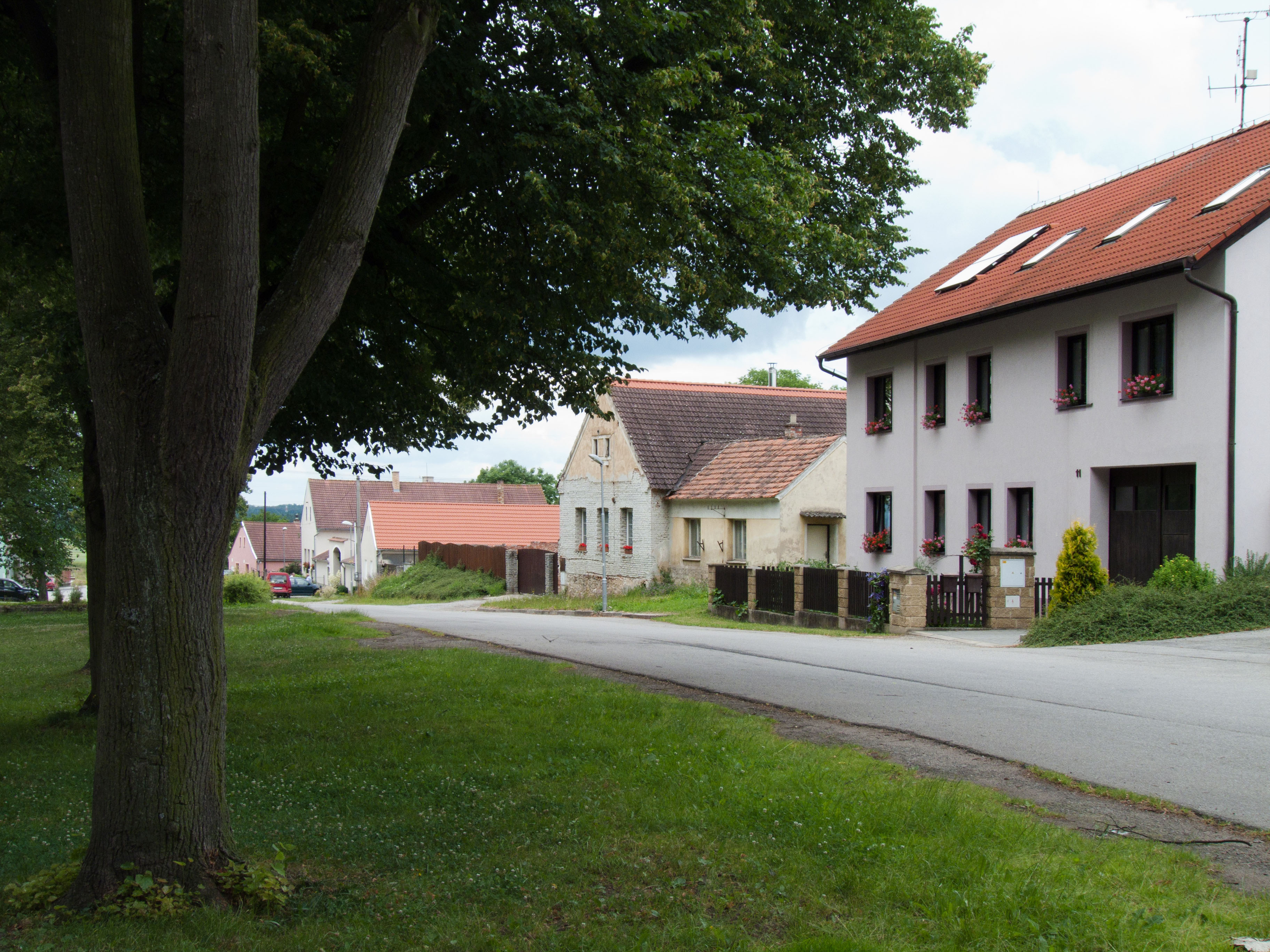
Dorfplatz

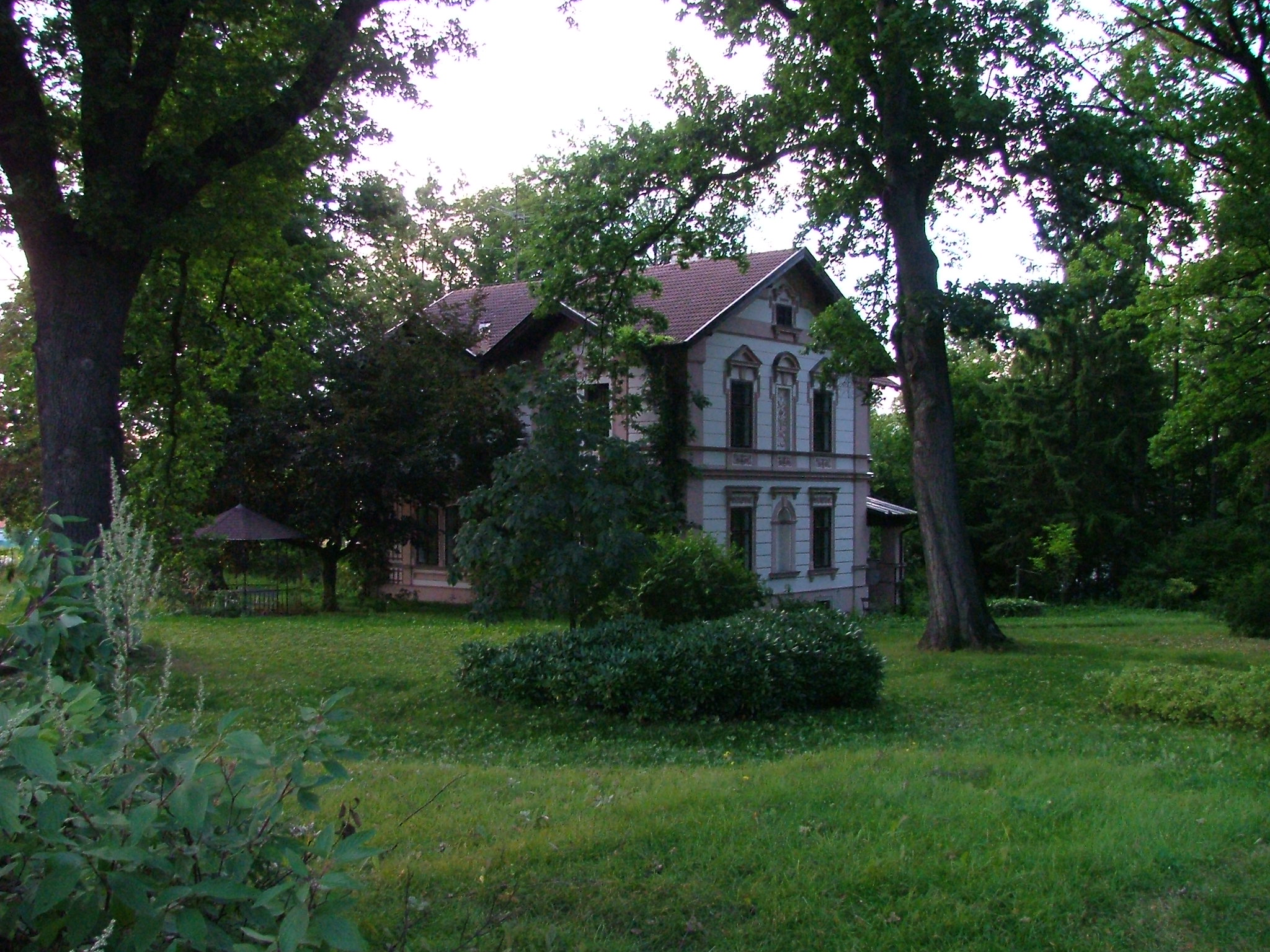
Villa August Zátka

Libníč, bis 1923 Libnič  (deutsch Libnitsch) ist eine Gemeinde in Tschechien. Sie liegt acht Kilometer nordöstlich des Stadtzentrums von Budweis in Südböhmen und gehört zum Okres České Budějovice.

## Geographie
Libníč befindet sich linksseitig über dem Tal des Baches Dobrá voda in der Lischauer Schwelle. Südlich des Dorfes fließt der Bach Stoka. Im Norden erheben sich der Kamenný vrch (535 m) und die Vávra (526 m), östlich der Větrník (568 m) sowie im Südosten die Baba (578 m). Südöstlich erstrecken sich die Haldenzüge der ehemaligen Silbergruben. Gegen Norden erstreckt sich das Waldgebiet Mojský les. Westlich des Gemeindegebiets verläuft die Dálnice 3 (ein Teil der Europastraße 55) und südlich die Silnice I/34 (ein Teil der Europastraßen 49 und 551). Diese beiden Straßen bilden südöstlich ein Autobahnkreuz.
Nachbarorte sind Lhotice und Červený Újezdec im Norden, Jelmo, Na Dobré Vodě, Hrutov und Levín im Nordosten, Na Haldách und Lišov im Osten, Na Klaudě, Samoty, Slabce, Hvozdec, Zvíkov und Jivno im Südosten, Hůry im Süden, Světlík, Nemanice und Úsilné im Südwesten, Borek im Westen sowie Chyňava, Jednota und Dobřejovice im Nordwesten.

## Geschichte
Erstmals schriftlich erwähnt wurde das zur königlichen Herrschaft Frauenberg gehörige Dorf Lybnycze im Jahre 1394. In der zweiten Hälfte des 15. Jahrhunderts wurde die Herrschaft an verschiedene Besitzer, darunter ab 1490 an Wilhelm II. von Pernstein, pfandweise überlassen. 1562 verkaufte König Ferdinand I. die Herrschaften Frauenberg und Protivín erblich an Joachim von Neuhaus. Drei Jahre später erbte dessen Sohn Adam den Besitz. Im Jahre 1571 begann oberhalb des Dorfes der Silberbergbau, es entstanden Teiche zur Aufschlagwasserversorgung und aus dem Tal des Baches Dobrá voda erfolgte der Vortrieb von Stollen. Die größten Silbererzabbrüche erfolgten in den 1580er Jahren. Sukzessive wandelte sich Libníče von einer bäuerlichen zu einer bergmännischen Siedlung. 1598 verkaufte Joachim Ulrich von Neuhaus die Herrschaft an seinen Gläubiger Bohuslav Malovec von Malovice auf Dříteň. Wegen der Beteiligung am Ständeaufstand von 1618 wurden die Güter der Malovec von Malovice nach der Schlacht am Weißen Berg konfisziert und die Herrschaft 1623 an Baltasar von Marradas übereignet, der sie rekatholisieren ließ. Bartolomäus von Marradas verkaufte die Herrschaft am 1. Oktober 1661 an Johann Adolf I. von Schwarzenberg. Im Jahre 1681 entdeckte der Verweser der Herrschaft, Matthias Gregor Hosinsky, am Hang östlich des Dorfes eine starke Quelle, die auch im strengsten Winter nicht zufror. Eine Untersuchung ergab, dass das Wasser Eisen, Natron und viel kohlensaures und geschwefeltes Wasserstoffgas enthielt. Ferdinand Fürst zu Schwarzenberg ließ 1691 an der Quelle ein hölzernes Badehaus und eine Kapelle errichten.
1714 ließ Adam Franz Fürst zu Schwarzenberg zum Dank für die Verschonung seiner Herrschaften Frauenberg, Protivín und Wittingau während des Pestausbruches von 1713 in Böhmen neben dem Bad eine kleine Votivkirche errichten, die von der Budweiser Dechanteikirche betreut wurde. Zur selben Zeit entstand ebenfalls nach Plänen von Paul Ignaz Bayer ein zweiflügeliges barockes Badehaus. Das während der Sommermonate gut besuchte Kurbad wurde 1761–1770 um den Ostflügel erweitert. Im 18. Jahrhundert wandelte sich der Ortsname in Libnič. Nach Erschöpfung der Silbervorkommen wurde 1801 der Bergbau auf Silber gänzlich eingestellt. 1804 sicherte sich Joseph II. Fürst zu Schwarzenberg die Bergbaurechte und ließ im Wald Lochsteine setzen. Im Jahre 1840 bestand das zwischen der Prager und Wiener Straße gelegene Dorf Libnitsch aus 28 Häusern mit 266 Einwohnern. Im Ort bestanden die unter herrschaftlichem Patronat stehende Filialkirche und Schule sowie ein Jägerhaus, in dem auch die Lokalistenwohnung untergebracht war, und zwei Wirtshäuser. Östlich des Dorfes lag die Mineralquelle mit einem Badehaus. Libnitsch war Pfarrort für Roth-Augezd (Červený Újezdec), Gelmo (Jelmo), Hur und Woselno. Bis zur Mitte des 19. Jahrhunderts blieb das Dorf immer der Herrschaft Frauenberg untertänig.
Nach der Aufhebung der Patrimonialherrschaften bildete Libnič / Libnitsch ab 1850 mit dem Ortsteil Jelmo eine Gemeinde im Bezirk Budweis bzw. im Gerichtsbezirk Lischau. 1899 konsolidierten die Gewerke der Umgebung zur Rudolfstädter Erzbergbaugewerkschaft mit Sitz in Budweis, die 1944 aufgelöst wurde. Zum Ende des 19. Jahrhunderts und Anfang des 20. Jahrhunderts ließen sich mehrere böhmische Industrielle Villen errichten. 1910 lebten in der Gemeinde 484 Tschechen und zwei Deutsche, im Ortsteil Libnič waren es 348 Tschechen und zwei Deutsche. Nachdem der Hagelsturm vom 10. Juni 1916 auch in den Waldgebieten Mojský les und Velechvínské polesí zwischen Nemanice, Oselné, Bída und Ševětín enorme Schäden hinterließ, hatte Fürst Johann zu Schwarzenberg große Mühe, den Windbruch zu bergen. Wegen des Krieges mangelte es an Männern, Pferden und Wagen. Zwischen 1917 und 1918 ließ er deshalb von der Bahnstrecke České Budějovice–Veselí nad Lužnicí zwei schmalspurige Waldeisenbahnen anlegen. Eine davon führte von Kněžské Dvory aus zwischen Oselné und Bída durch das Tal Kyselová voda in den Mojský les. Die 6,5 Kilometer lange 760-mm-Trasse wurde im März 1918 fertiggestellt und bis 1921 betrieben. Nach 1920 erlosch wahrscheinlich als Folge des früheren Bergbaus die Heilkraft der Quelle. Jelmo löste sich 1923 von Libnič los und bildete eine eigene Gemeinde. Der amtliche Ortsname wurde 1924 in Libníč geändert. Am 24. März 1943 wurden Libníč und Jelmo nach Hůry eingemeindet, dies wurde nach dem Ende des Zweiten Weltkrieges wieder aufgehoben. Mit Beginn des Jahres 1963 erfolgte die Eingemeindung von Jelmo. Am 1. Januar 1976 wurden Libníč und Jelmo als Ortsteile an Rudolfov angeschlossen. Nach einem Referendum lösten sich beide Orte zum 24. November 1990 wieder von Rudolfov los.

## Gemeindegliederung
Die Gemeinde Libníč besteht aus den Ortsteilen Jelmo und Libníč (Libnitsch), die zugleich auch Katastralbezirke bilden. Zu Libníč gehören außerdem die  Ansiedlungen Na Dobré Vodě und Na Haldách. Grundsiedlungseinheiten sind Jelmo, Libníč und Na Dobré Vodě.

## Bevölkerungsentwicklung
| Jahr      | 1869 | 1880 | 1890 | 1900 | 1910 | 1921 | 1930 | 1950 | 1961 | 1970 | 1980 | 1991 | 2001 | 2011 | 2021 |
| --------- | ---- | ---- | ---- | ---- | ---- | ---- | ---- | ---- | ---- | ---- | ---- | ---- | ---- | ---- | ---- |
| Einwohner | 579  | 587  | 511  | 458  | 486  | 479  | 366  | 454  | 405  | 405  | 394  | 342  | 377  | 489  | 622  |

## Sehenswürdigkeiten
- Kirche der hl. Dreifaltigkeit, sie wurde 1714 durch Adam Franz Fürst zu Schwarzenberg zum Dank für die Verschonung seiner Herrschaften Frauenberg, Protivín und Wittingau während des Pestausbruches von 1713 in Böhmen als Filiale der Budweiser Dechanteikirche errichtet. 1786 wurde sie erweitert und zur Lokalkirche erhoben.[3]
- Ehemaliges Kurbad Lázně Libnič (Bad Libnitsch), die Barockbauten entstanden zwischen 1714 und 1770, seit 1949 sind darin Sozialfürsorgeeinrichtungen untergebracht
- Villa Hönig
- Villa Gabriela
- Villa August Zátka
- Barocke Statue des hl. Johannes von Nepomuk, geschaffen 1736
- Ehemalige Silbergruben des Rudolfstädter Bergreviers